# 밴쿠버 프라이드 페스티벌

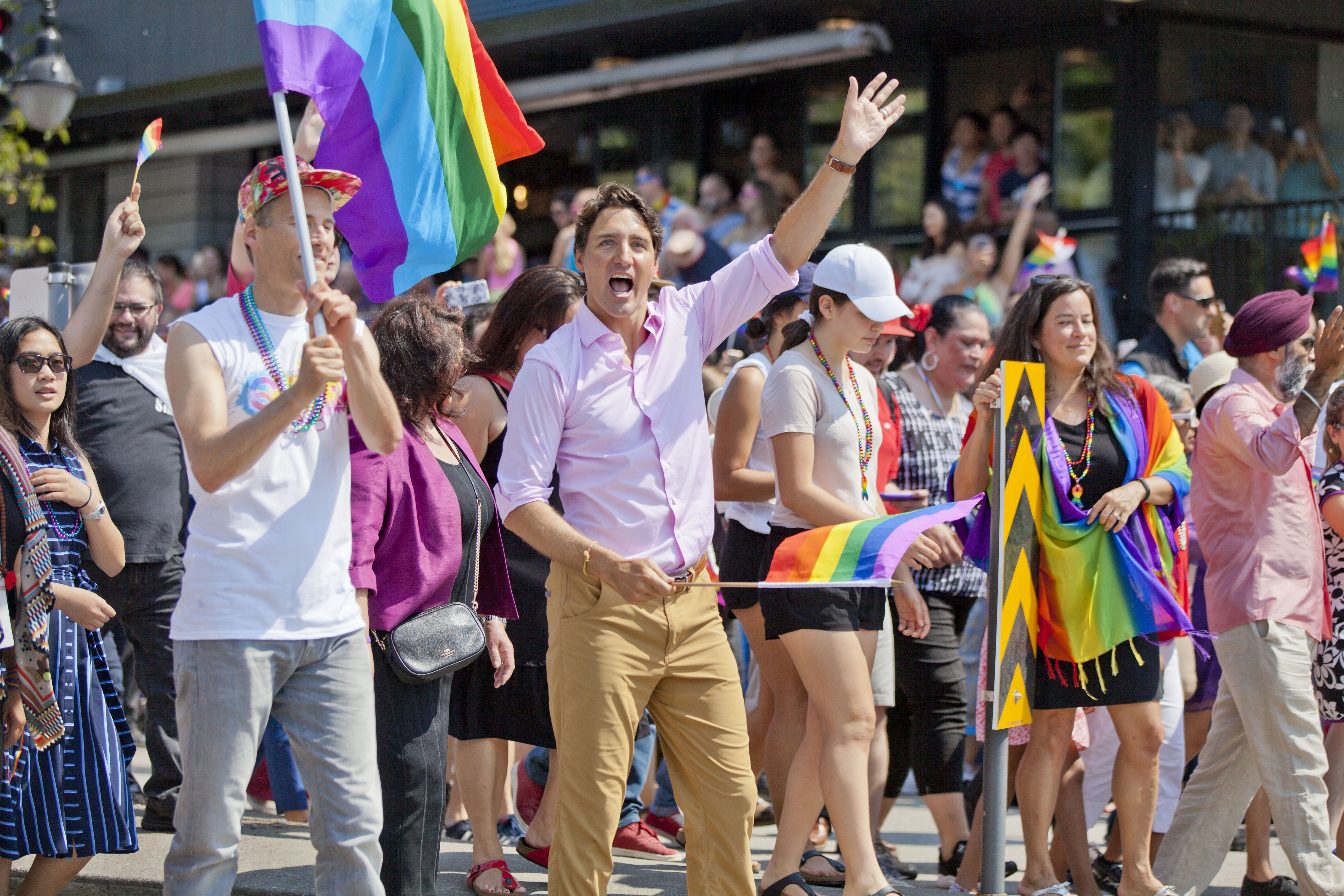

밴쿠버 프라이드 페스티벌(Vancouver Pride Parade and Festival)은 매년 캐나다 브리티시컬럼비아주 밴쿠버에서 열리는 LGBTQ 프라이드 행사로, 레즈비언, 게이, 양성애자, 트랜스젠더 및 앨라이를 기념하기 위해 열린다. 서부 캐나다에서 가장 큰 퍼레이드이기도 하다.